# Императрица Екатерина Великая (линкор)
«Императри́ца Екатери́на Вели́кая» — российский дредноут типа «Императрица Мария». Активно использовался в боевых операциях русского Черноморского флота во время Первой мировой войны.
Название корабля неоднократно менялось. 11 октября 1911 года предварительно зачислен в списки Императорского флота под названием: «Екатерина II» (в память о первом черноморском броненосце), заложен 11 июня 1911 года (по другим данным 17 октября 1911 года) на заводе Общества Николаевских заводов и верфей (ОНЗиВ, впоследствии «Наваль») в Николаеве, в один день с закладкой однотипных линкоров на заводе «Руссуд»: «Императрица Мария» и «Император Александр III». 27 июня 1915 года при зачислении в действующий состав флота переименован в «Императрица Екатерина Великая» в связи с тем, что аналогичные корабли, заложенные на заводе «Руссуд», изначально имели названия с императорскими титулами. 18 апреля 1917 года переименован в «Свободная Россия».
В процессе постройки корабль подвергся модернизации с учётом недостатков, выявившихся в ходе государственных испытаний головного дредноута «Императрица Мария». Отличительные особенности силуэта: бушпритный прилив в носовой части корпуса; смещение, с целью облегчить носовую часть судна, на две шпации (на 2,4 метра) в корму всех боевых рубок, мачт и дымовых труб, всех башен главного калибра и всех казематных орудий противоминного калибра, индивидуальное конструктивно-архитектурное исполнение мостиков на носовой боевой рубке.

## Рабочее проектирование и постройка
В процессе рабочего проектирования и постройки в первоначальный базовый проект были внесены существенные изменения с учётом недостатков, выявленных в процессе государственных испытаний головного линкора «Императрица Мария». Таким образом, этот корабль является модифицированным вариантом по отношению к головному.
Впервые вся броня корабля и многие его конструктивные элементы были изготовлены на металлургических предприятиях Донбасса.

## Боевые действия
Вместе с крейсером «Память Меркурия» входил во вторую тактическую манёвренную группу. Участвовал в набеговых действиях на турецкое побережье. С 5 февраля по 18 апреля 1916 года принимал участие в Трапезундской операции Кавказского фронта.
8 января 1916 года во время очередного патрулирования встретился с германским линейным крейсером «Гёбен» (в тот момент формально турецким «Явуз Султан Селим»). После обмена залпами на максимальной дистанции противник стал отходить. Русский линкор начал преследование, продолжая вести огонь из 305-мм орудий ещё 30 минут, причём последние залпы были сделаны с дистанции более 20 км (120 каб.). «Явуз» получил лишь осколочные попадания и ушёл в Босфор.
В июне 1917 года прикрывал минные постановки в районе Босфора. 14 ноября 1917 года выходил в море на перехват германо-турецкого крейсера «Бреслау» (формально — «Мидилли»).

## После 1917 года
30 апреля 1918 года линкор и некоторые другие корабли Черноморского флота были переведены из Севастополя, занятого немцами, в Новороссийск. Германские власти, оккупировавшие к тому моменту большую часть Крыма, потребовали вернуть корабли в Севастополь. По решению советского правительства во избежание захвата немцами линкор был потоплен торпедами, выпущенными с эсминца «Керчь».
В 1930-х годах ЭПРОНом были подняты две башни главного калибра, лежавшие рядом с корпусом. Сам линкор лежал на грунте вверх днищем на глубине 42 метра с возвышением над грунтом 13 метров. Прежде чем приступить к подъёму корпуса, необходимо было изъять из погребов корабля боезапас — несколько сотен тонн снарядов и полузарядов с порохом. Для подъёма боезапаса привлекли курсантов Водолазной школы под руководством опытных водолазов И. Т. Чертана и В. И. Правдина.
Для проникновения в погреба возникла необходимость пробить лазы в днище линкора. Первый заряд сработал удачно, путь к одному из погребов был открыт. Чертан заложил ещё один боезаряд над снарядным погребом. При взрыве заряда сдетонировали снаряды главного калибра. Вода взметнулась на высоту более 100 метров, волной притопило водолазный бот, с палуб катеров обеспечения смыло людей. Чертан, находившийся без шлема, в тяжёлом водолазном снаряжении, волной был сброшен за борт. Курсантам едва удалось его спасти. При обследовании линкора комиссией ЭПРОНа, в связи с тем, что корпус сильно разрушился, было принято решение от подъёма отказаться.